# Tregirls
Tregirls – osada w Anglii, w Kornwalii. Leży 64 km na północny wschód od miasta Penzance i 354 km na zachód od Londynu.